# Пожар (Брянская область)
Пожар — посёлок в Брасовском районе Брянской области, в составе Глодневского сельского поселения. 
 Расположен в 3 км к юго-западу от села Глоднево. Население — 13 человек (2010).

## История
Возник в 1920-е годы (первоначальное название — Пожарище); до 2005 года входил в Глодневский сельсовет.
| Годы      | 1926 | 1979 | 1989 | 2002 | 2010 |
| --------- | ---- | ---- | ---- | ---- | ---- |
| Население | 131  | 93   | 59   | 34   | 13   |